# Stadion Miejski (Katowice)
Das Stadion Miejski (voller Name: Stadion Miejski w Katowicach, deutsch Städtisches Stadion in Kattowitz, auch als Arena Katowice bekannt) ist ein Fußballstadion mit angeschlossener Mehrzweckhalle im Stadtteil Załęska Hałda der polnischen Stadt Katowice. Das städtische Stadion ist die neue Heimspielstätte des Fußballvereins GKS Katowice. Es ersetzt das veraltete Stadion GKS Katowice von 1955, das im Schlesischen Park (zwischen Katowice und Chorzów) in der Nähe des Stadion Śląski liegt. Das Stadion erfüllt die Anforderungen der UEFA wie der FIFA und bietet auf seinen Rängen 15.048 Sitzplätze. Die Halle verfügt über maximal 3700 Plätze, 25 behindertengerechte Plätze, vier Konferenzräume und spezielle Plätze mit Stromanschluss für die Journalisten.

## Geschichte

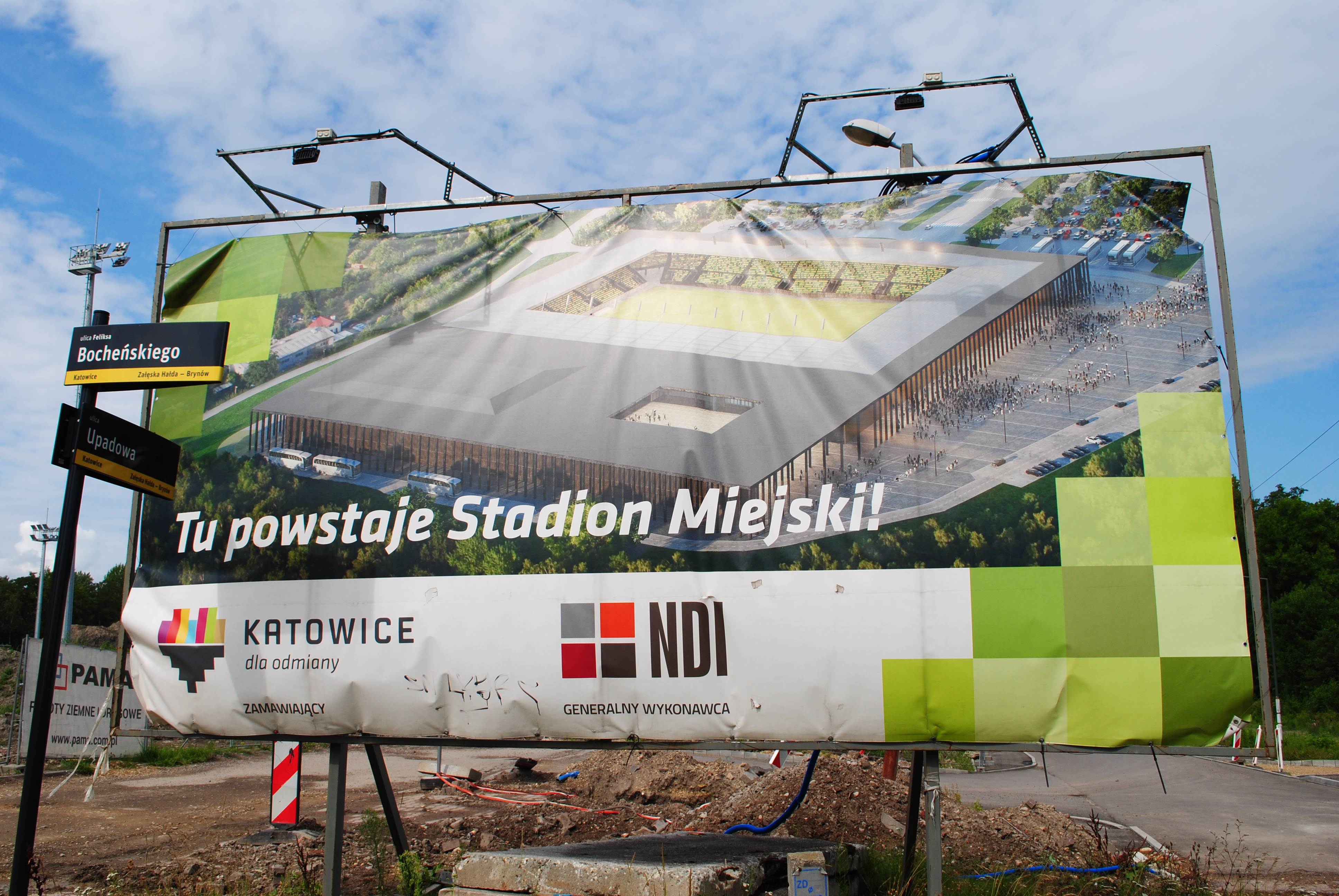
Baustellenplakat im Juli 2023

Seit Anfang der 2010er Jahre plante die Stadt Katowice einen Stadionneubau. Der erste Entwurf der Architekten von Modern Construction Systems aus Posen wurde mehrmals geändert, bevor das Projekt an die Bauren Sp. z o.o. Sp.k. aus Rybnik übergeben wurde, die den Entwurf bis zum  Januar 2012 überarbeiteten. Die Fassade wurde nun gelb-schwarz verkleidet.
Am 12. Juni 2018 wurde mit dem Architekturbüro RS Architekci der Gewinner einer neuen Ausschreibung vorgestellt. Als Standort wurde nicht das Gelände des alten Stadion GKS Katowice gewählt, sondern ein etwas abgelegenes Grundstück im Süden der Stadt an einer Abfahrt der Autostrada A4. Neben dem Stadion mit Halle sind sechs Trainingsfelder und zusätzliche Bebauung sowie Parkplätze vorgesehen. Die Fußballarena soll 12.000 Sitzplätze bieten. Es ist bei Bedarf auf 14.896 Sitze erweiterbar. Der umlaufende Tribünenring kann mit zusätzlichen Sitzreihen bestückt werden. 
Die Mehrzweckhalle (für u. a. Basketball, Handball oder Volleyball) wird bis zu 3000 Plätze bieten. Ergänzt wird dies durch einen großzügigen Innenhof, der für weitere Veranstaltungen genutzt werden kann. Die Bauten werden hauptsächlich in den Vereinsfarben Gelb, Grün und Schwarz gestaltet. Der Preis für den gesamten Komplex lag bei 186 Mio. Złoty (rund 41,6 Mio. Euro). Mit dem Spatenstich wurde zunächst auf Ende 2019 angesetzt.
Am 10. Dezember 2019 gab es ein Treffen von Stadtbeamten mit den Architekten. Sie hatten bis November die vollständige Stadiondokumentation geliefert. Kurz vor dem Zusammentreffen sagte die Stadt den Termin ab und gab bekannt, dass die Unterlagen nicht akzeptiert werden könnten. Die Baukosten lagen, nach den Unterlagen, bei 561 Mio. Złoty (rund 125,7 Mio. Euro). Hingegen rechnete die Stadt mit Kosten von 200 Mio. Złoty (etwa 44,8 Mio. Euro). Es entwickelte sich ein offener Streit, denn die Stadt wollte keine Baugenehmigung für das Projekt erteilen, sofern es über 200 Mio. Złoty hinausginge. Auch der neuerlich für 2020 geplante Spatenstich musste verschoben werden.
Ende 2020 lag die Baugenehmigung vor. Die Kosteneinschätzung lag ein Jahr zuvor bei fast 400 Mio. Złoty. Letztlich konnten die Kosten auf 236 Mio. Złoty (rund 52,9 Mio. Euro) reduziert werden.
Ende August 2021 unterschrieben die Stadt, vertreten durch Marcin Krupa, und der Generalunternehmer Grupa NDI S. A. aus Sopot den Stadionbauvertrag. Der Bau des Komplex wird in zwei Phasen aufgeteilt. Zunächst wird das Stadion, die Halle, der halb überdachte Veranstaltungsplatz und Parkplätze errichtet. In der zweiten Phase werden weitere Parkplätze und die vier weiteren Fußballfelder gebaut. Der Zeitrahmen richtet sich nach den verfügbaren Mitteln der Stadt und muss noch festgelegt werden.
Am 14. Oktober 2021 erfolgte der symbolische Spatenstich. Nach etwa drei Jahren (zweite Jahreshälfte 2024) sollte Phase 1 des Komplex fertiggestellt werden. Ende Juni 2023 wurde auf der Baustelle das Richtfest gefeiert.
Die LED-Beleuchtung wurde im Oktober 2024 installiert und die Verlegung des Rasens vorbereitet. Die Sitze waren auf den Tribünen montiert. In der Halle fanden letzte Arbeiten statt.
Das mit 15.048 Zuschauern ausverkaufte Fußballstadion wurde am 30. März 2025 im Rahmen eines Freundschaftsspiels zwischen dem GKS Katowice und Górnik Zabrze (2:1) eröffnet. Es gibt Überlegungen, die Anlage nach dem verstorbenen und aus Katowice stammenden Fußballspieler Jan Furtok (1962–2024), er litt an der Alzheimer-Krankheit, zu benennen.